# Bianor kovaczi
Bianor kovaczi är en spindelart som beskrevs av Dmitri Viktorovich Logunov 2000 [200. Bianor kovaczi ingår i släktet Bianor och familjen hoppspindlar. Inga underarter finns listade.